# Cecidobracon braziliensis
Cecidobracon braziliensis är en stekelart som beskrevs av Jean-Jacques Kieffer och Tavares 1925. Cecidobracon braziliensis ingår i släktet Cecidobracon och familjen bracksteklar. Inga underarter finns listade.